# イスマエル・ラミレス

イスマエル・ホセ・ラミレス（Ismael Jose Ramirez, 1981年3月3日 - ）は、ベネズエラ・アンソアテギ州出身の元プロ野球選手（投手）。右投右打。

## 経歴
2001年にトロント・ブルージェイズ傘下A級メディシンハット・ブルージェイズでプロデビュー。
2004年は傘下A+級ダニーデン・ブルージェイズで28試合（うち先発27試合）に登板し、15勝6敗、防御率2.72という好成績を挙げ、フロリダ・ステート・リーグの最優秀投手のタイトルを獲得した。
2005年はAA級ニューハンプシャー・フィッシャーキャッツに昇格したが、27試合（全て先発）に登板して8勝13敗、防御率4.12という成績に終わった。
2006年は開幕からAA級ニューハンプシャーで20試合（うち先発19試合）に登板し、7勝5敗、防御率2.08と好投し、8月にAAA級シラキュース・スカイチーフスに初昇格を果たした。
2007年メジャーの開幕ロースター入りを果たしたが、メジャーデビューできぬまま6月6日にDFAとなり、シーズン終了後にFAとなった。
2008年にワシントン・ナショナルズとマイナー契約を結んだが、5試合に登板して0勝2敗、防御率7.45に終わり、6月に退団。7月に独立リーグであるゴールデンベースボールリーグのセントジョージ・ロードランナーズに入団したが、1試合に登板しただけで退団した。
2009-2010年に母国ベネズエラのウィンターリーグで登板したのを最後に現役を引退した。